# Dark (Fernsehserie)/Staffel 3
Die dritte Staffel der deutschen Science-Fiction-Mysteryserie Dark wurde dem Programm des Streamingportals Netflix am 27. Juni 2020 hinzugefügt. Die Dreharbeiten fanden zwischen Juni und Dezember 2019 statt.

## Handlung
Die dritte und letzte Staffel spielt in den Jahren 1888, 1921, 1954, 1987, 2020 und 2053. Zudem wird die Handlung der dazwischenliegenden Jahre gezeigt.

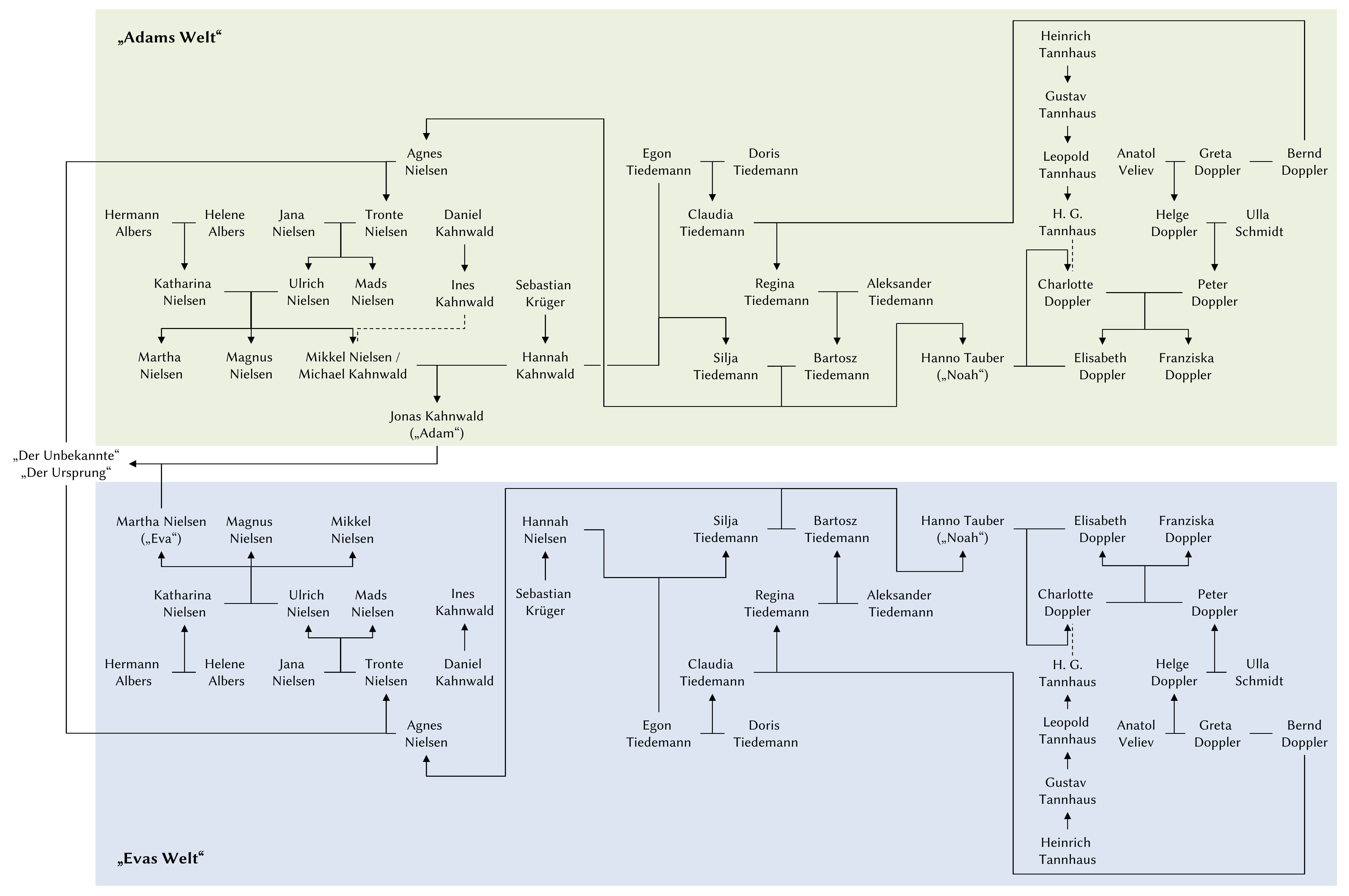
Stammbaum der zentralen Familien Doppler, Tiedemann, Kahnwald und Nielsen am Ende der dritten Staffel. Gestrichelte Linien kennzeichnen Adoptivbeziehungen. Figuren, die durch die Quantenverschränkung mehrfach vorkommen (Jonas und Martha), sind nicht extra aufgeführt.

## Episoden
| Nr. (ges.) | Nr. (St.) | Originaltitel      | Erstveröffentlichung | Regie         | Drehbuch                      |
| --- | --------- | ------------------ | -------------------- | ------------- | ----------------------------- |
| 19 | 1         | Deja-vu            | 27. Juni 2020        | Baran bo Odar | Jantje Friese                 |
| Im Jahr 1987 betritt der Unbekannte, der als Kind, Erwachsener und älterer Mann aus drei Zeitebenen gleichzeitig auftritt, das Hauptquartier von Sic mundus und brennt dieses nieder. Anschließend töten sie Bernd Doppler und nehmen ihm die Schlüssel zum AKW ab. Nachdem eine „andere“ Martha Jonas in seiner Welt am 27. Juni 2020 vor der Apokalypse gerettet hat, werden sie nach ihrer Reise in einer Parallelwelt wieder materialisiert. Martha reist kurze Zeit erneut mit ihrer kleinen tragbaren, kugelförmigen Maschine und lässt Jonas im November 2019 allein zurück. In dieser Art Spiegelwelt ist Ulrich von Katharina geschieden und mit Hannah verheiratet, die ein Kind von ihm erwartet. Ulrich ist der Polizeichef und hat eine Affäre mit seiner Kollegin Charlotte. Ihr Mann Peter ist Pfarrer, Franziska ist gehörlos und nicht ihre Schwester Elisabeth, und Martha ist mit Kilian Obendorf, dem Bruder von Erik, zusammen. Regina ist an Krebs verstorben. Kurze Zeit später trifft Jonas auf eine erwachsene Martha, die ihm eröffnet, dass Jonas in dieser Welt nicht existiere, da Mikkel nicht in der Zeit zurückreist, allerdings genau wie in der Welt von Jonas die Apokalypse unvermeidbar sei. Die Martha, die Jonas gerettet hat, reist zurück in seine Welt ins Jahr 1888. Dort trifft sie den erwachsenen Jonas, der vor der Apokalypse mit Magnus, Franziska und Bartosz unbeabsichtigter Weise in diesem Jahr gelandet ist und seit mehreren Monaten versucht, das Gottesteilchen zu erzeugen. Der erwachsene Jonas scheint diese Martha jedoch nicht zu kennen, die ihm sagt, sie wolle den Ursprung beider Welten finden. |           |                    |                      |               |                               |
| 20 | 2         | Die Überlebenden   | 27. Juni 2020        | Baran bo Odar | Jantje Friese & Marc O. Seng  |
| In der alternativen Welt erzählt die erwachsene Martha Jonas alles über die vier Familien Tiedemann, Kahnwald, Nielsen und Doppler. Auch diese Welt sei zum Untergang verdammt und die Apokalypse geschehe schon in drei Tagen. 1888 erzählt Martha von ihrer Welt. Bartosz berichtet, wie er, Magnus und Franziska zusammen mit dem erwachsenen Jonas zurück gereist sind und nun unter Aufsicht von Gustav Tannhaus, dem Großvater von H. G. Tannhaus, das Gottesteilchen aktivieren wollen. Bartosz zeigt ihr einen geheimen Raum, in dem der Vater von Gustav, Heinrich, einst eine Zeitmaschine bauen wollte, um den Tod seiner Frau zu verhindern. Dieser Raum wird später als Hauptquartier von Sic mundus genutzt werden. Bartosz erfährt von dieser Martha, dass der erwachsene Jonas zu Adam werde, der „seine“ Martha schließlich erschießen wird. 1987 findet Katharina heraus, dass Ulrich in einer geschlossenen Abteilung festsitzt. Sie verspricht ihm, ihn zu befreien und gemeinsam mit Mikkel zurück ins Jahr 2020 zu reisen. Derweil steht die Ehe zwischen Tronte und Jana vor einer Zerreißprobe, nachdem Mads symbolisch beerdigt wird und Jana auf der Trauerfeier öffentlich Trontes Affäre mit Claudia preisgibt. Tronte besucht Regina, die er für seine Tochter hält und beschließt, das Verschwinden von Claudia nicht weiter zu hinterfragen. Kurze Zeit später bricht der Unbekannte in das AKW ein und tötet Claudias Sekretärin Jasmin Trewen. Drei Monate nach der Apokalypse pflegt Claudia im Jahr 2020 ihre an Krebs erkrankte Tochter Regina. Sie versucht unterdessen einen Weg zu finden, die in der Apokalypse ums Leben gekommenen zu retten. Eines Tages bekommt Regina Besuch von Tronte, der sie mit einem Kissen erstickt. Unterdessen sucht Peter mit seiner Tochter Elisabeth nach ihrer Schwester Franziska und Mutter Charlotte. Der jugendliche Noah trifft sie und erzählt Elisabeth, dass er in den Windener Höhlen wohne und sie beschützen werde, nachdem Peter gestorben sein wird. Im Jahr 2053 erfährt Charlotte von ihrer inzwischen erwachsenen Tochter Elisabeth endlich, wer ihre Mutter ist: es ist Elisabeth selbst. Charlotte ist die Mutter ihrer eigenen Mutter und die Tochter ihrer eigenen Tochter. Dieses sogenannte Bootstrap-Paradoxon ist nur in einer Zeitschleife möglich. |           |                    |                      |               |                               |
| 21 | 3         | Adam und Eva       | 27. Juni 2020        | Baran bo Odar | Jantje Friese                 |
| Gustav Tannhaus ist 1888 unterwegs in die Stadt, um mittels Telegramm die Existenz von Zeitreisen zu verkünden, wird jedoch unterwegs vom Unbekannten ermordet. Währenddessen bricht zwischen dem erwachsenen Jonas und Bartosz Streit aus, da er ihnen nicht berichtet hatte, selbst Adam zu sein. Martha versucht sich das Vertrauen von Jonas zu verdienen, in dem sie ihm ihre vermeintlich letzte Dosis des Gottesteilchens gibt, das ihre Zeitmaschine bedient. Mit ihrer Hilfe gelingt es Jonas, einen bedeutenden Schritt in Richtung Aktivierung des Gottesteilchens zu machen, muss jedoch bald feststellen, dass Martha gelogen hat und das Jahr 1888 kurze Zeit später bereits verlassen hat. 2053 trifft sie sich mit dem alten Jonas, der sich Adam nennt. Von ihm wurde sie beauftragt, Jonas zu retten und seinem erwachsenen Ich zu helfen. In der Parallelwelt erfährt Jonas 2019, dass es eine ältere Version von Martha gibt, die sich Eva nennt. Sie ist das Gegenstück zu Adam aus seiner Welt. Beide Welten seien wie ein Knoten unwiderruflich miteinander verbunden. Im Gegensatz zu Adam wolle sie jedoch beide Welten aufrechterhalten, während er diese zerstören wolle. Sie erzählt Jonas, dass wenn er sich und Martha retten wolle, dann müsse er die Martha aus Evas Welt führen und dazu bringen, später selbst einmal Eva zu werden. Der Unbekannte arbeitet zudem für Eva und übergibt ihr die Schlüssel zum AKW. Unterdessen informiert Ulrich seine Polizeikollegen darüber, dass Bartosz, Magnus, Franziska und Kilian die Leiche des 1986 verschwundenen Bruders von Ulrich, Mads, gefunden haben. Charlotte durchsucht den Fundort im Bunker daraufhin erneut und findet Helges Anhänger. Hannah hat von Ulrichs Affäre Wind bekommen und erpresst Aleksander Tiedemann, über dessen falsche Identität sie Bescheid weiß, das Leben von Charlotte zu zerstören. Helge gesteht, Mads ermordet zu haben. Um Martha aus Evas Welt von der Existenz von Zeitreisen zu überzeugen gehen beide durch die Passage in den Windener Höhlen und verlassen diese in einer Wüstenlandschaft. Als sie von der älteren Martha gefunden werden, heißt diese sie in der Zukunft willkommen. |           |                    |                      |               |                               |
| 22 | 4         | Der Ursprung       | 27. Juni 2020        | Baran bo Odar | Jantje Friese                 |
| Im Jahr 1954 trifft der junge Tronte den Unbekannten. Dieser sagt ihm, dass er sein Vater ist. Er gibt ihm einen Armreifen, den dieser kurze Zeit später Jana schenkt, seiner späteren Frau. Sie beginnt sich in ihn zu verlieben, während er erste sexuelle Erfahrungen mit Claudia hat. Egon hat unterdessen eine Affäre mit Hannah, die unter der Identität von Katharina lebt. Er gibt ihr einen Anhänger mit dem Abbild des heiligen Christophorus. Doris versucht indes herauszufinden, wieso und wohin Agnes Nielsen verschwunden ist. Sie besucht ihren Mann Egon in der Polizeistation und bittet um seine Hilfe. Später trifft sie auf den Unbekannten, der ihr den Hinweis gibt, dass Egon sie betrüge. Nachdem Hannah Egon berichtet, schwanger zu sein, gibt dieser ihr Geld für eine Abtreibung und beendet die Affäre. Als er zu Hause ankommt erfährt er von Doris, dass sie sich von ihm scheiden lassen werde. Im Wartezimmer des Arztes, bei dem Hannah ihre Schwangerschaft beenden will, trifft sie auf die junge Helene Albers (Katharinas spätere Mutter). Als Helene ins Zimmer gerufen wird, ändert Hannah ihre Meinung und lässt Helene den Anhänger von Christophorus zurück. Der Unbekannte bedroht den Bürgermeister von Winden mit einer Waffe, bis dieser schließlich die Baugenehmigung für das AKW unterschreibt. Das Hauptquartier von Sic mundus hat Adam unterdessen im Jahr 2053 bezogen. Agnes erzählt ihm, den wahren Ursprung des endlosen Kreislaufs zu kennen und betritt kurze Zeit später das Gottesteilchen, um darin zu reisen. In Evas Welt hat die Apokalypse dafür gesorgt, die Stadt und Region 2052 in eine Wüstenlandschaft zu verwandeln. Jonas und Martha begeben sich mit der erwachsenen Martha in den Bunker in der Nähe von Helges Hütte. Dort berichtet die erwachsene Martha den beiden, dass sie die Apokalypse abwenden könnten, wenn sie die Öffnung der Fässer verhindern würden. Jedoch könne nur eine der beiden Welten gerettet werden und Jonas müsse sich zwischen seiner Welt ohne Martha und Evas Welt mit Martha entscheiden. Nachdem die beiden sich auf den Weg machen, merkt der jugendliche Noah an, dass die Stammbäume der Windener Familien in Wirklichkeit ein endloser Kreislauf sind, der in Jonas und Martha ihren Ursprung genommen habe. Martha und Jonas reisen ins Jahr 2019 und schlafen dort miteinander. In Adams Welt erzählt Adam Martha 2053, dass sie von Jonas schwanger und ihr Kind der Ursprung des Kreislaufs sei. |           |                    |                      |               |                               |
| 23 | 5         | Leben und Tod      | 27. Juni 2020        | Baran bo Odar | Jantje Friese                 |
| Im Jahre 2019 in Evas Welt gehen Martha und Jonas zum AKW, um die Apokalypse zu verhindern. Als sie sich jedoch an einem Zaun verletzt und Jonas an die Narbe in Evas Gesicht erinnert wird, erkennt er, dass Eva in Wahrheit will, dass alles so geschieht, wie es immer geschehen ist. Da dies jedoch die Apokalypse nicht verhindern würde, entscheiden sie sich, stattdessen Eva zur Rede zu stellen. Dort treffen sie nicht nur auf Eva selbst, sondern auch auf ihr erwachsenes Ich und ihr jugendliches Ich. Zur Verwunderung der Martha, mit der Jonas das Gebäude betreten hat, greift die sichtlich emotional aufgewühlte „andere“ junge Martha zur Waffe und erschießt Jonas. 1987 versucht Katharina in Adams Welt Ulrich aus der geschlossenen Abteilung zu befreien. Dafür muss sie die Schlüsselkarte ihrer Mutter Helene stehlen, die dort arbeitet. Nach einem kurzen Kampf im Wald nahe dem See scheitert sie jedoch und Helene tötet ihre erwachsene Tochter, die sie anschließend im See zu Boden sinken lässt. Ihren Anhänger des Christophorus lässt sie am Ufer fallen, wo ihn 2019 Martha finden wird. Helene glaubt, den Teufel gesehen zu haben und betont immer wieder, dass sie ihre Tochter abgetrieben hätte, das jedoch offensichtlich nicht gelungen war. Als sie zu Hause ankommt, lässt sie ihre Wut an ihrer jugendlichen Tochter aus, die unter Tränen zusammenbricht. Währenddessen erzählt H. G. Tannhaus Charlotte, dass er sie damals adoptiert hatte. Nachdem ihr Sohn und seine Frau bei einem Autounfall getötet wurden, konnte seine Enkelin nie gefunden werden. Kurze Zeit später brachten zwei geheimnisvolle Frauen ihm Charlotte, die er fortan als seine Enkeltochter großzog, er jedoch ihre Eltern nicht kenne. Charlotte trifft später erstmals Peter, ihren späteren Ehemann, der gerade neu nach Winden gekommen ist, um nach dem Tod seiner Mutter seinen Vater Helge zu finden. 2020 setzt Peter die Suche nach seiner Frau und Tochter fort, doch Elisabeth möchte nicht mehr nach ihnen suchen, da sie glaubt, dass sie entweder durch die Zeit gereist sind oder bei der Apokalypse ums Leben gekommen sind. Während Peter erneut die Sperrzone betritt, geht Elisabeth zurück zum Wohnwagen, wo die beiden seit der Apokalypse wohnen. Dort wird sie von einem Plünderer überrascht. Als dieser versucht, Elisabeth zu vergewaltigen, kommt Peter zurück, der jedoch im Kampf von dem fremden Mann getötet wird. Anschließend gelingt es Elisabeth, diesen umzubringen. Sie begibt sich zur Windener Höhle, wo sie den jungen Noah trifft. Claudia bekommt unterdessen Besuch von Claudia aus Evas Welt. Sie gibt ihr den Auftrag, dafür zu sorgen, dass es Jonas nicht gelingt, das Gottesteilchen zu aktivieren, da er zu Adam werden wird und versuchen wird, beide Welten zu zerstören. Von Evas Claudia bekommt sie das Notizbuch, das der Unbekannte geschrieben hat und in dem alle zukünftigen Ereignisse niedergeschrieben sind. Im Jahr 2053 schickt Adam Charlotte und die erwachsene Elisabeth in das Gottesteilchen, um einen Auftrag Adams zu erfüllen. |           |                    |                      |               |                               |
| 24 | 6         | Licht und Schatten | 27. Juni 2020        | Baran bo Odar | Jantje Friese & Marc. O. Seng |
| Claudia geht 2020 zum zerstörten AKW. Dort findet sie das Gottesteilchen in einem inaktiven Zustand. Jonas, der die Apokalypse überlebt hat, ist ebenso dort. Claudia überzeugt ihn, den aktiven Zustand des Gottesteilchens wiederherzustellen. In Evas Welt erklärt Eva ihrem jüngeren Ich 2052, dass die Ermordung von Martha durch Adam in seiner Welt die Überlappung zweier Realitäten in dieser Welt darstellte. Durch die Apokalypse stand die Zeit für einen kurzen Moment still, sodass es zu zwei Ereignissen kam. In einer Realität wurde Jonas nach dem Tod Marthas durch Martha aus Evas Welt gerettet und in die Parallelwelt gebracht. In einer anderen Realität wird Jonas nicht durch Martha gerettet und überlebt die Apokalypse im Keller seines Hauses. Dieser Jonas wird später zu Adam werden. Der Ursprung dieser Tatsache ist die Quantenverschränkung. Dadurch entstehen sowohl zwei Versionen von Jonas als auch von Martha. Martha reist zum Tag der Apokalypse in Evas Welt und versucht, Magnus vor dem drohenden Untergang zu warnen. Dieser ignoriert sie jedoch, woraufhin sie Bartosz um Hilfe bittet. Aleksander versucht unterdessen, seine Unschuld zu beweisen und bittet Charlotte ins AKW, um dieses zu durchsuchen. Da Bartosz seinen Vater nicht erreichen kann, fahren er und Martha so schnell sie können zum AKW. Bevor sie dort ankommen werden sie jedoch von den erwachsenen Magnus und Franziska aus Adams Welt aufgehalten, die Martha dazu überreden, ihnen in Adams Welt zu folgen, da Eva sie belogen hätte. Sie geben Martha die Aufgabe, stattdessen Jonas in seiner Welt vor der Apokalypse zu retten. Bartosz wird wiederum von seinem älteren Ich aus Evas Welt aufgehalten, der ihm den Auftrag gibt, den Kreislauf aufrechtzuerhalten. Er arbeitet im Auftrag Evas und dem Geheimbund Erit Lux (welcher der Gegenspieler zu Sic mundus aus Adams Welt ist), dem Noah, Claudia, Egon und die erwachsene Martha angehöre. Die Unbekannten reisen unterdessen ins Jahr 1986, sowohl in Adams als auch Evas Welt, und lösen dort den nuklearen Störfall aus, dem Auslöser des Wurmlochs und später der Apokalypse. Im Jahr 2019 öffnen Aleksander und Charlotte ein Fass radioaktiven Abfalls und lösen somit ungewollt die Apokalypse in Evas Welt aus. In Adams Welt nimmt dieser 2053 Martha gefangen. Er glaubt, dass ihr gemeinsamer Sohn mit Jonas der Ursprung des ewigen Kreislaufs ist und versucht, diesen zu vernichten, in dem er Martha vom Wurmloch töten lässt, das er zum Zeitpunkt der Apokalypse in beiden Welten aktiviert. |           |                    |                      |               |                               |
| 25 | 7         | Zwischen der Zeit  | 27. Juni 2020        | Baran bo Odar | Jantje Friese                 |
| Zwischen der Zeit verbindet nahezu alle Handlungsstränge, die in den Jahren 1888, 1921, 1954, 1987, 2020 und 2053 gezeigt wurden und spielt dabei auch in mehreren dazwischen liegenden Jahren, um den Werdegang der einzelnen Figuren zu verdeutlichen und wie sie zu denen geworden sind, als die sie in späteren Jahren gezeigt wurden. Zunächst wird noch einmal verdeutlicht, dass es am Tag der Apokalypse zu zwei Ereignissen gekommen ist, die parallel existieren. Zum einen wurde Jonas von Martha vor der Apokalypse gerettet, die ihn in Evas Welt bringt. Im anderen Szenario hält Bartosz im Auftrag seines älteren Ichs Martha auf und reist mit ihr zurück in Evas Welt, wo ihr älteres Ich und Eva ihr den Auftrag geben, Jonas zu erschießen, sobald er und Martha aus dem Jahr 2019 im Hauptquartier von Erit Lux eintreffen. Im Jahr 1890 trifft Bartosz auf Silja, die durch das Gottesteilchen aus dem Jahr 2053 zurückgereist ist. Sie verlieben sich und bekommen zwei Kinder. Hanno (Noah) kommt im Jahr 1904 zur Welt, seine Schwester Agnes 1910, bei deren Geburt Silja stirbt. Im Jahr 1911 kommt Hannah mit ihrer Tochter Silja im Dorf an. Jonas, der durch die zahlreichen Experimente allmählich zu Adam geworden ist, tötet seine Mutter im Schlaf und nimmt Silja in seinen Geheimbund Sic mundus auf. H. G. Tannhaus baut zwischen 1974 und 1986 eine eigene Zeitmaschine im Bunker. Er will den Tod seines Sohnes, dessen Frau und deren gemeinsamer Tochter rückgängig machen. Im Jahr 2023 machen Jonas und Claudia nach wie vor keine Fortschritte hinsichtlich der Aktivierung des Gottesteilchens. Als Jonas versucht, sich aus Verzweiflung am Ort des Suizids seines Vaters zu erhängen, wird er im letzten Moment vom jungen Noah gerettet. Mit Hilfe einer geladenen Waffe demonstriert er Jonas, dass dieser sich unmöglich umbringen kann, da sein älteres Ich bereits existiert. Gemeinsam versuchen die drei bis ins Jahr 2041 das Gottesteilchen zu aktivieren. Noah ist zu diesem Zeitpunkt seit langem mit Elisabeth zusammen und die beiden haben eine kleine Tochter. Diese wird jedoch 2041 von der erwachsenen Elisabeth und Charlotte entführt, die von Adam 2053 durch das Gottesteilchen geschickt wurden. Sie bringen das Baby zu H. G. Tannhaus, der es als seine Enkeltochter adoptiert und großzieht. Noah verdächtigt Claudia hinter der Entführung und beschuldigt Jonas des Verrats. Dies initiiert seine Suche nach Claudias Notizbuch und dem späteren Eintritt in Sic mundus. Claudia, die das Vorankommen bezüglich der Aktivierung des Gottesteilchens mutwillig ausgebremst hat, tötet unterdessen Claudia aus Evas Welt, um in beiden Welten als eine Art Spion zu agieren und mehr über den Ursprung und den Lauf der Dinge zu erfahren. Im Jahr 2052, nachdem sie nach fast 33 Jahren das Gottesteilchen aktiviert haben, schickt Claudia den mittlerweile erwachsenen Jonas auf seine Reise ins Jahr 2019, die die Ereignisse der ersten Staffel ausgelöst hatten. Nachdem Adam 2053 die schwangere Martha mit Hilfe des Gottesteilchens getötet hat, stellt er fest, dass er sich wider Erwarten nicht auflöst und der Ursprung somit auch nicht vernichtet wurde. Eine stark gealterte Claudia versichert ihm in der Folge, den wahren Ursprung beider Welten zu kennen. |           |                    |                      |               |                               |
| 26 | 8         | Das Paradies       | 27. Juni 2020        | Baran bo Odar | Jantje Friese                 |
| Claudia klärt Adam 2053 über die Ursprungswelt auf. Diese, Adams und Evas Welt seien wie eine Triqueta miteinander verflochten. Aus diesem Grund kann Adam den Kreislauf weder aus seiner, noch aus Evas Welt aufhalten. Um den Kreislauf zu durchbrechen, ist es nötig, in die Ursprungswelt zu reisen, in der H. G. Tannhaus nach dem Tod der Familie seines Sohnes eine Zeitmaschine gebaut hatte, und dadurch unbeabsichtigt Evas und Adams Welt erschuf. Im Jahr 2052 zwingt Eva die jugendliche Martha dazu, Jonas zu erschießen, so wie sie es zuvor selbst erlebt hatte, um ihren Sohn (den Unbekannten) zu retten. Adam reist nach Anweisung von Claudia am Tag der Apokalypse zu Jonas und bringt diesen in Evas Welt, wo er die dortige Martha davon überzeugen muss, den Ursprung zu zerstören. Anschließend besucht Adam Eva im Hauptquartier von Erit Lux, erschießt sie jedoch zur Überraschung von Eva nicht, wie es ursprünglich in jedem Kreislauf gewesen ist. Als sie realisiert, dass der Kreislauf endlich ein Ende finden werde, umarmt sie Adam. Jonas gelingt es, Martha im letzten Moment zu erwischen, bevor diese von Magnus und Franziska in Adams Welt gebracht werden und reist mit ihr durch die Passage in die Ursprungswelt an den Tag des Todes von H. G. Tannhaus’ Familie. Dort überzeugen sie Marek und seine Frau Sonja, nicht mit dem Auto weiterzureisen und stattdessen zu H. G. Tannhaus zurückzukehren. Dadurch verhindern sie den Bau der Zeitmaschine durch H. G. Tannhaus, der somit – ohne es zu wissen – den Tod seiner Familie de facto rückgängig gemacht hat. Da durch diese Änderung Evas und Adams Welt nie entstanden sind, lösen sich Jonas, Martha und alle weiteren Figuren in beiden Welten sowie die Welten selbst für immer auf. In der Gegenwart in der Ursprungswelt sitzen Hannah, Katharina, Regina, Peter, Torben und Bernadette im Haus der Kahnwalds feierlich zusammen. Die einzigen bekannten Figuren, die in dieser Welt existieren sind jene, die nicht durch Zeitreisen ermöglicht wurden. So wird beispielsweise gezeigt, dass Bernd Doppler und Claudia Tiedemann die Eltern von Regina sind. In dieser Welt ist Regina gesund, Peter und Bernadette ein Paar und Hannah erwartet von Torben ein Kind. Als ein Gewitter aufzieht und für einen kurzen Stromausfall sorgt, erlebt Hannah beim Anblick einer gelben Regenjacke (die Jonas in Adams und Martha in Evas Welt getragen hatte) ein Déjà-vu. Ihre Erzählung deutet an, dass die Ereignisse aus Evas und Adams Welt die Ursprungswelt zumindest in Ansätzen beeinflusst haben. Als der Strom zurückkehrt wird Hannah gefragt, ob sie und Torben bereits einen Namen für das Kind hätten. Hannah hält kurz inne und antwortet schließlich: „Jonas“ |           |                    |                      |               |                               |